# Ostrowiec (powiat sokołowski)
Ostrowiec – wieś w Polsce położona w województwie mazowieckim, w powiecie sokołowskim, w gminie Repki. Ma status sołectwa. Część Ostrowca jest objęta przez Nadbużański Park Krajobrazowy.
| SIMC    | Nazwa              | Rodzaj    |
| ------- | ------------------ | --------- |
| 0685044 | Kolonie Ostrowskie | część wsi |

W latach 1975–1998 miejscowość należała administracyjnie do województwa siedleckiego.
Wierni kościoła rzymskokatolickiego należą do parafii św. Jerzego w Sawicach-Wsi.